# Bagna càuda
La bagna càuda (AFI [ˈbɑɲɐ ˈkɑʊ̯dɐ]), nome piemontese traducibile come "salsa calda" in italiano, è una tipica specialità gastronomica della cucina piemontese, originaria del Basso Piemonte.

## Preparazione e consumo

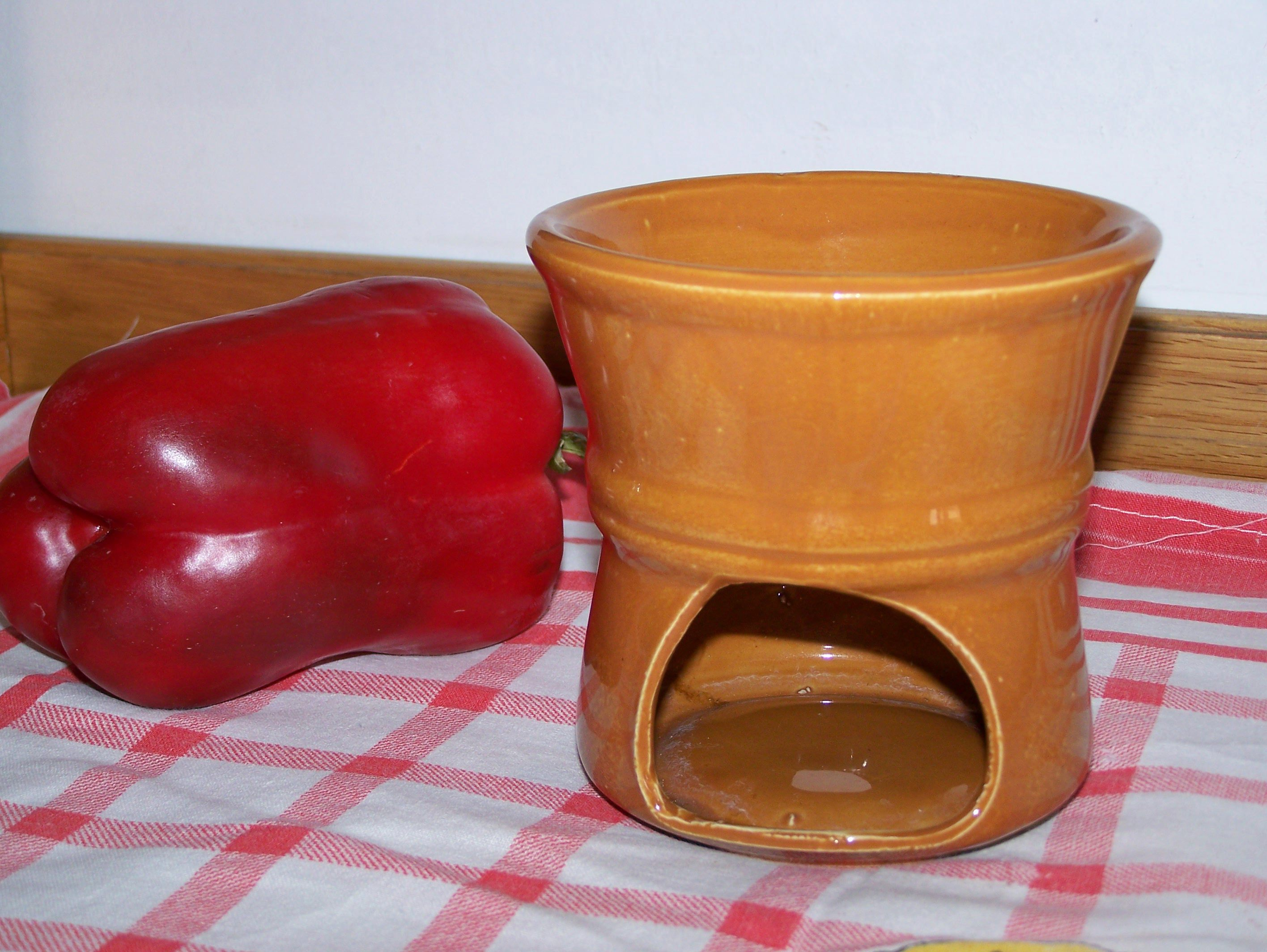
Esempio di fojòt

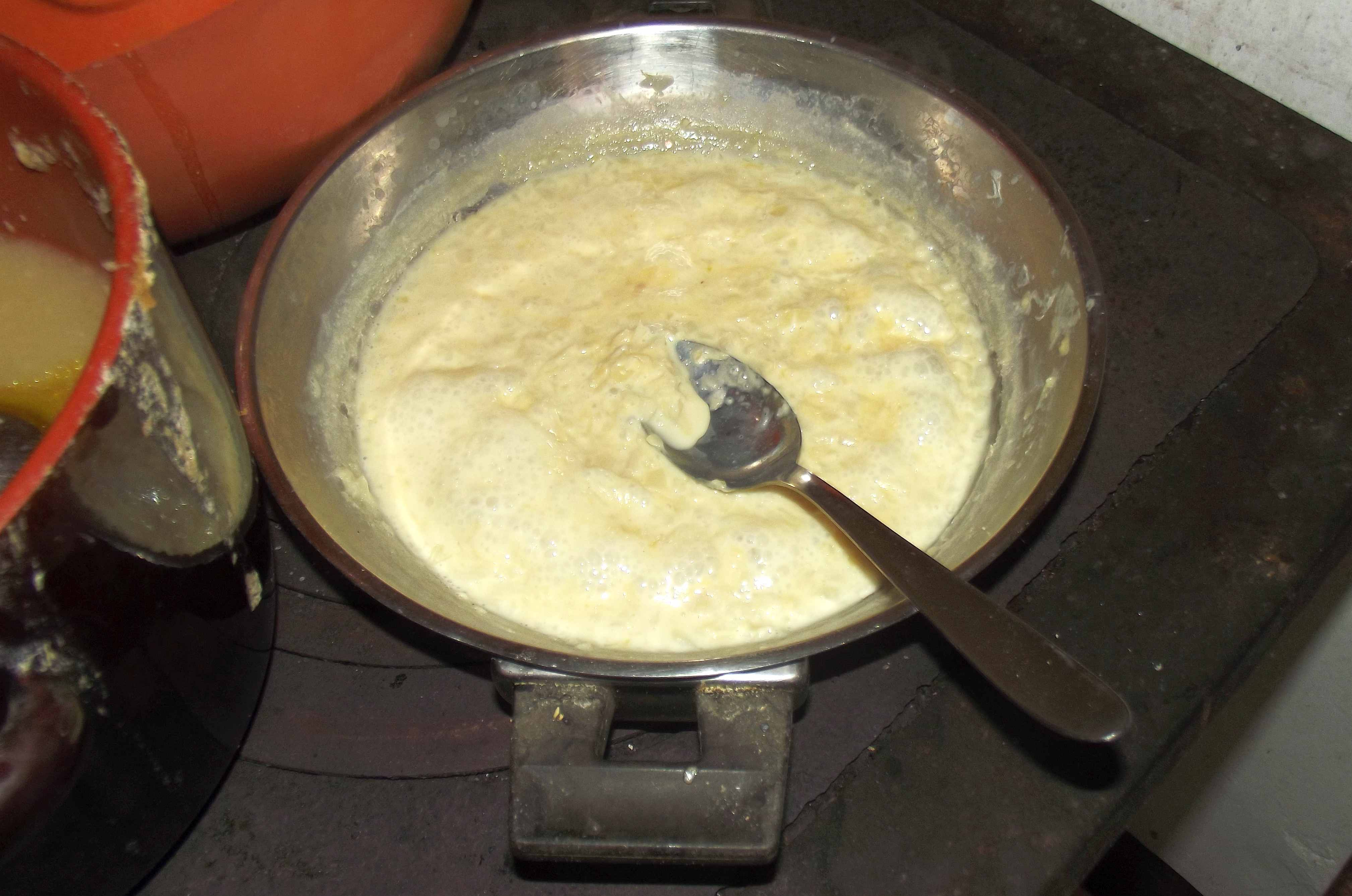
Bagna càuda in cottura sulla stufa prima dell'aggiunta delle acciughe

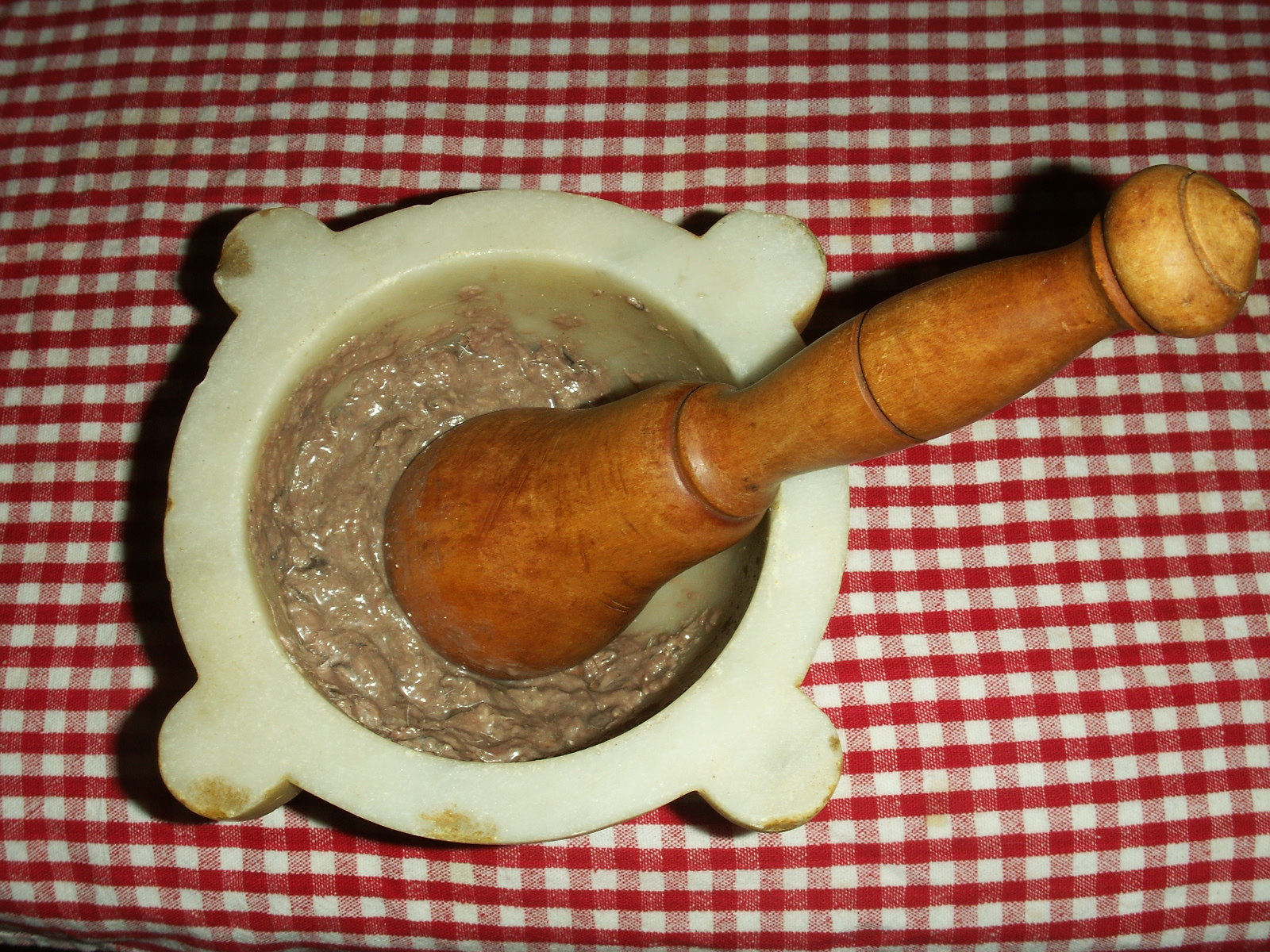
Acciughe pestate nel mortaio

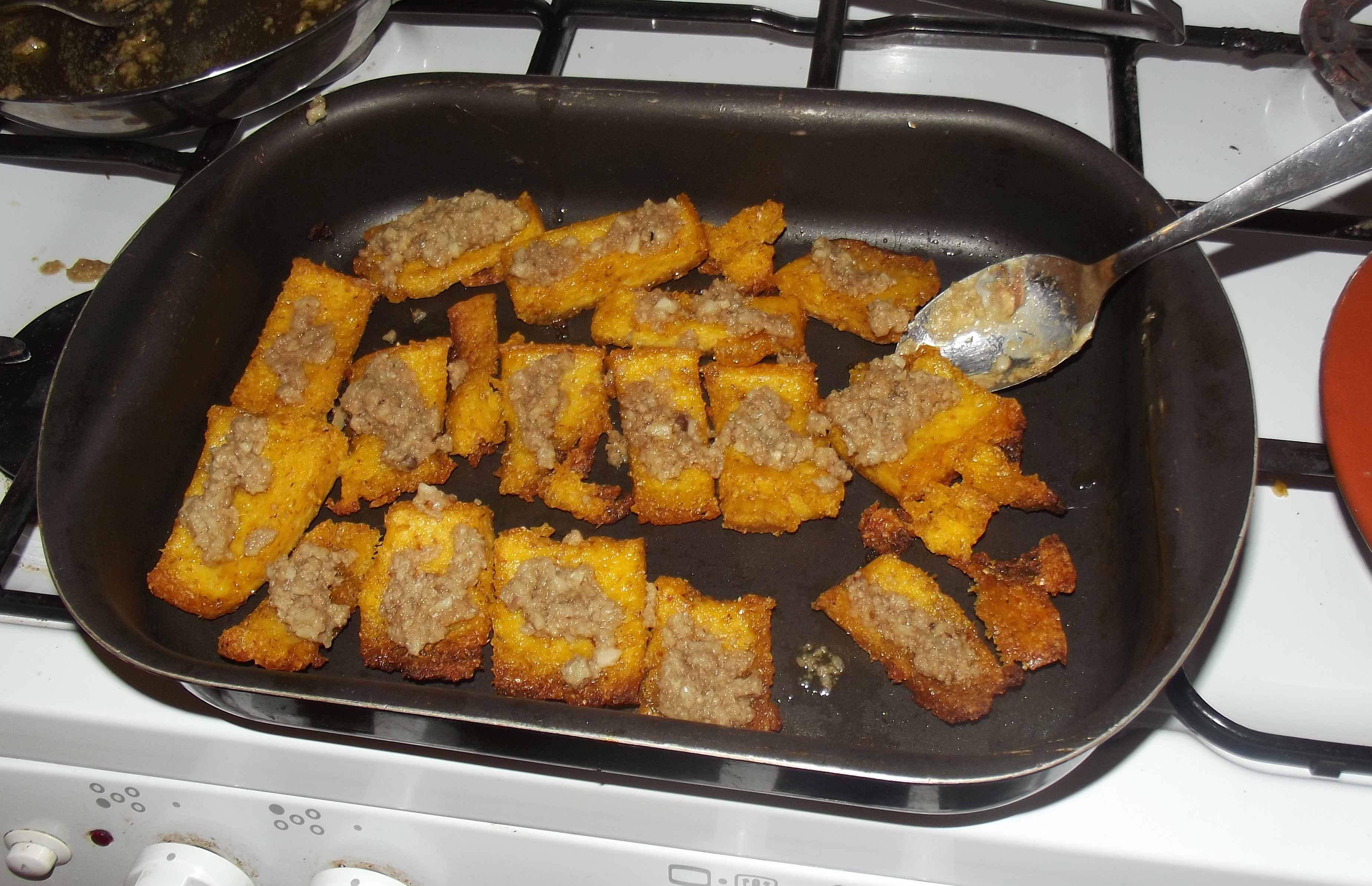
Polenta al forno con bagna càuda

La bagna càuda è una preparazione a base di aglio e acciughe dissalate e deliscate, cotta a fuoco lento in olio d'oliva, riducendo il tutto a salsa. Si consuma intingendovi vari tipi di verdure di stagione solitamente divise tra crude e cotte: cardi, cipolle cotte al forno, peperoni crudi o abbrustoliti, foglie di cavolo crude, cavolfiori, topinambur, barbabietole, patate cotte a vapore, ravanelli, rape e tante altre. Un tempo si usavano solo cardi gobbi, tipici di Nizza Monferrato, topinambur e peperoni conservati nella raspa (ciò che rimaneva del procedimento di vinificazione del grappolo d'uva).
Per tradizione è un piatto tipico del periodo della vendemmia, quindi da consumare prevalentemente in autunno e in inverno: una delle leggende sulla sua nascita vuole proprio che venisse preparato per ricompensare i vendemmiatori del lavoro prestato. Più che un piatto, è un rito conviviale che prevede la condivisione del cibo in forma collettiva da parte dei commensali, che lo attingono tutti insieme da un unico recipiente somministratore.
La bagna càuda tradizionale veniva portata in tavola nel dian, tegame di cottura in terracotta, e mantenuto in temperatura mediante uno scaldino di coccio riempito di braci vive, la s-cionfetta. Successivamente, la scomodità di intingere in un unico recipiente (soprattutto per coloro che erano seduti più distanti dal dian) e il fatto poco igienico di intingere nel recipiente comune pezzi di verdura già morsicati, hanno condotto all'adozione di contenitori individuali in terracotta (fojòt) costituiti da una ciotola a cui è sottoposto un fornellino ad alcol o a meta oppure un lumino di cera, per mantenere calda la salsa. La bagna càuda va accompagnata da vini rossi corposi quali, per esempio, Barbera, Nebbiolo, Barbaresco o anche Dolcetto.

## Storia
La ricetta è tipica del Basso Piemonte, in quanto nei secoli passati in quella zona era assai facile procurarsi l'acciuga salata, l'ingrediente fondamentale, usata tuttora in molte ricette tipiche piemontesi, soprattutto tra gli antipasti, ad esempio le anciove al bagnèt verd o al bagnèt ross. L'antico Piemonte si approvvigionava di sale presso le saline della Provenza e delle foci del Rodano, attraverso una serie di rotte commerciali attraversanti i passi delle Alpi Marittime e note come "vie del sale"; infatti all'epoca Nizza e dintorni erano territorio sabaudo. La leggenda vuole che il commercio delle acciughe salate fosse un modo per commerciare il sale, evitando così di pagarne gli elevati dazi: mastelli pieni di sale presentavano, al controllo dei gabellieri, nella parte superiore, uno strato di acciughe salate. In realtà in tutto il Piemonte d'antico regime la gabella del sale era una tassa obbligatoria e non legata al consumo. Non solo, le acciughe sotto sale erano molto più costose e il loro prezzo era sostenibile solo in relazione alle modeste quantità di acquisto. L'"acciugaio" (ancióaire in lingua piemontese) era il commerciante ambulante che con il tipico carro trainato da cavalli o buoi portava le acciughe in barili e botticelle di legno.
La bagna càuda venne a lungo rifiutata dalle classi più abbienti, che la consideravano un cibo rozzo e inadatto a un'alimentazione raffinata, in particolare per la presenza dell'aglio e per gli effetti della sua assunzione sull'alito, che permangono per un certo tempo (in certi casi anche fino a ventiquattr'ore). Per questo motivo le notizie scritte su questo piatto sono piuttosto rare nei testi gastronomici piemontesi. Una prima descrizione dettagliata della bagna càuda nella sua versione attuale si deve a Roberto Sacchetti e risale al 1875.
Molti sostengono che la vera ricetta della bagna càuda dovrebbe contemplare l'utilizzo dell'olio di noci e non dell'olio di oliva, perché le coltivazioni di ulivo sono liguri e non piemontesi. In realtà nel Piemonte meridionale, fino a buona parte del XVIII secolo, esisteva una produzione di olio d'oliva ampiamente documentata (ne resta traccia in alcuni toponimi come il comune di Olivola nell'alessandrino o San Marzano Oliveto in Astesana) e sufficiente al fabbisogno locale, comunque integrata dal commercio con Nizza e con la Riviera di Ponente della Liguria, aree sottoposte al dominio sabaudo e tradizionalmente fornitrici di tali ingredienti fin dai tempi dell'Impero romano. Pertanto è pertinente l'uso dell'olio di oliva nella bagna càuda.

## Ricetta, usi e varianti
Esiste una "ricetta canonica", depositata presso un notaio a Costigliole d'Asti nel 2005 dalla delegazione di Asti dell'Accademia italiana della cucina, che prevede l'utilizzo esclusivamente di una testa d'aglio a persona, mezzo bicchiere d'olio d'oliva extravergine a persona, 50 g a persona di acciughe rosse di Spagna e un eventuale pezzetto di burro da aggiungere a fine cottura.
È molto diffusa la scelta di cuocere preventivamente l'aglio nel latte al fine di rendere la salsa più cremosa e ridurne il potente sapore. Nell'alimentazione contadina del Piemonte la bagna càuda era spesso abbinata alla polenta, a volte fritta o arrostita al forno, oppure usata altrettanto frequentemente per insaporire insalate di verdure crude o cotte o per condire alcuni tipi di pasta asciutta nei giorni di regime quaresimale. Un altro possibile abbinamento è quello con le uova che vengono fritte, dopo eventualmente averle strapazzate, nell'olio residuo che resta in fondo al fojòt verso la fine del pasto. È uso anche condirne l'interno di grosse fette di peperoni crudi (o rosolati su una piastra calda e poi privati della buccia), serviti come antipasto.
Nell'Albese, l'aglio viene pestato. Sempre nel Monferrato, alcuni insaporiscono la salsa con il Barbera.
A Nizza Monferrato e nella Valle Belbo, l'aglio viene tritato molto fine dopo averlo lasciato riposare a lungo nel latte, cuocendolo poi per molto tempo.
Durante l'antichità, il piatto veniva preparato usando l'olio di noci. Per rievocare la fragranza di questa variante caduta in disuso, si può schiacciare nella bagna qualche gheriglio di noce senza la pellicina.
Altre varianti della bagna càuda prevedono l'aggiunta di burro, panna da cucina, e latte.
Per tradizione, i contadini strapazzavano delle uova nell'eventuale avanzo di bagna càuda.

## Diffusione nel mondo

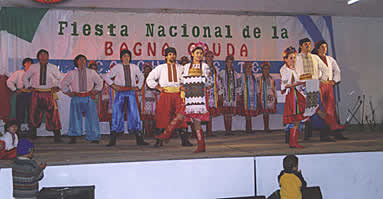
Fiesta Nacional de la Bagna Cauda (Calchín Oeste, Argentina)

La bagna càuda è molto popolare anche col nome di bañacauda in Argentina, dove giunse negli ultimi anni del XIX secolo con i molti piemontesi emigrati in Sud America. Nella località di Calchin Oeste, in provincia di Córdoba, si svolge la Fiesta Nacional de la Bagna Cauda; a Humberto Primo, in provincia di Santa Fe, se ne celebra ogni anno la Fiesta provincial.
Presentata a Tokyo a metà degli anni novanta da un gastronomo braidese nel corso di trasmissioni televisive locali, la bagna càuda si è rapidamente diffusa fino a diventare popolarissima in tutto il Giappone.
È inoltre famosa in alcune zone degli Stati Uniti come Clinton, Rock Springs e Benld. La bagna càuda era anche preparata nella comunità mineraria di Madison County, nell'Illinois (compresa Collinsville, Edwardsville e Maryville), a causa dei numerosi immigrati italiani che vi giunsero per lavorare nelle miniere.

## Cultura di massa

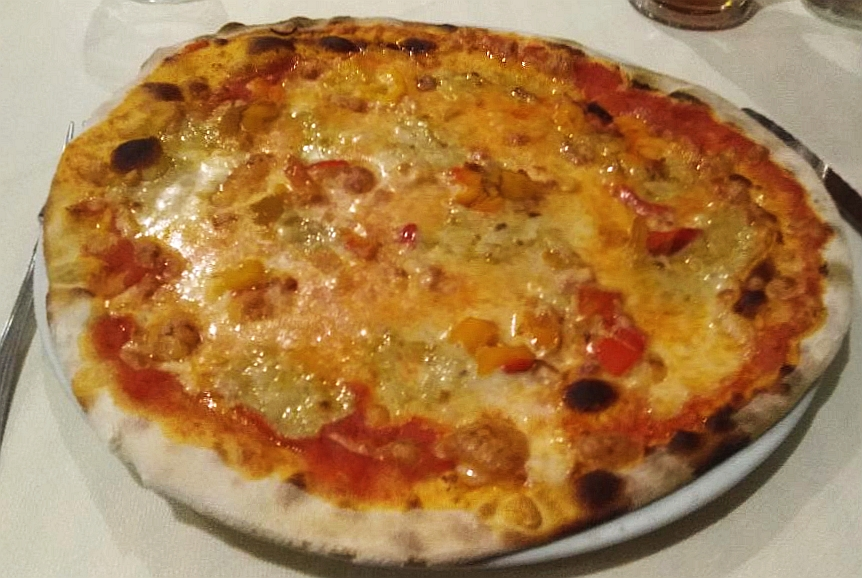
Pizza, peperoni e bagna càuda

- Dal 2013 si svolge con cadenza annuale il Bagna Cauda Day, festa promossa dalla rivista Astigiani che dura un intero fine settimana autunnale durante la quale si può degustare la bagna càuda in cantine, osterie e vinerie, in particolare ad Asti, nelle Langhe, nel Roero, nel Monferrato e in altre zone, non solo piemontesi.[12][13]. A novembre 2015, in occasione della terza edizione dell'evento, è stata presentata la proposta di candidare la bagna càuda all'UNESCO come patrimonio immateriale dell'umanità[14]; il dossier di candidatura è in corso di preparazione da parte dell'Università degli Studi di scienze gastronomiche di Pollenzo.[15]
- La bagna càuda è citata nell'episodio Una stella lontana della serie televisiva Babylon 5: il capo della sicurezza Michael Garibaldi tenta con successo di procurarsi di nascosto e contro il parere del medico di bordo della stazione spaziale gli ingredienti di quello che si rivela essere il suo piatto preferito, la bagna càuda, che alla fine si gusterà proprio insieme allo stesso medico.[16]
- Un uso della bagna càuda di diffusione relativamente recente è quello come condimento della pizza[17], proposto anche da Suor Germana.[18]
- Nel celebre manga e anime One Piece, la bagna càuda viene indicata come la pietanza preferita di Morley, gigante membro dell'Armata rivoluzionaria[19].